# Albert von Soest
Albert von Soest (auch Albert van Soest, * vor 1550 in Soest(?)/Westfalen; † 1589 in Lüneburg) war 1567–1588 Holzschnitzer (bielden snider) in Lüneburg.

## Leben
Albert von Soest wurde besonders bekannt für die Eichenholzschnitzarbeiten in der Großen Ratsstube im Lüneburger Rathaus, die er zusammen mit Gerd Suttmeier ausführte.
Er wurde seit 1567 in den Lüneburger Steuerlisten geführt und erwarb 1583 das Lüneburger Bürgerrecht. Sein künstlerisches Schaffen war an Albrecht Dürer orientiert.

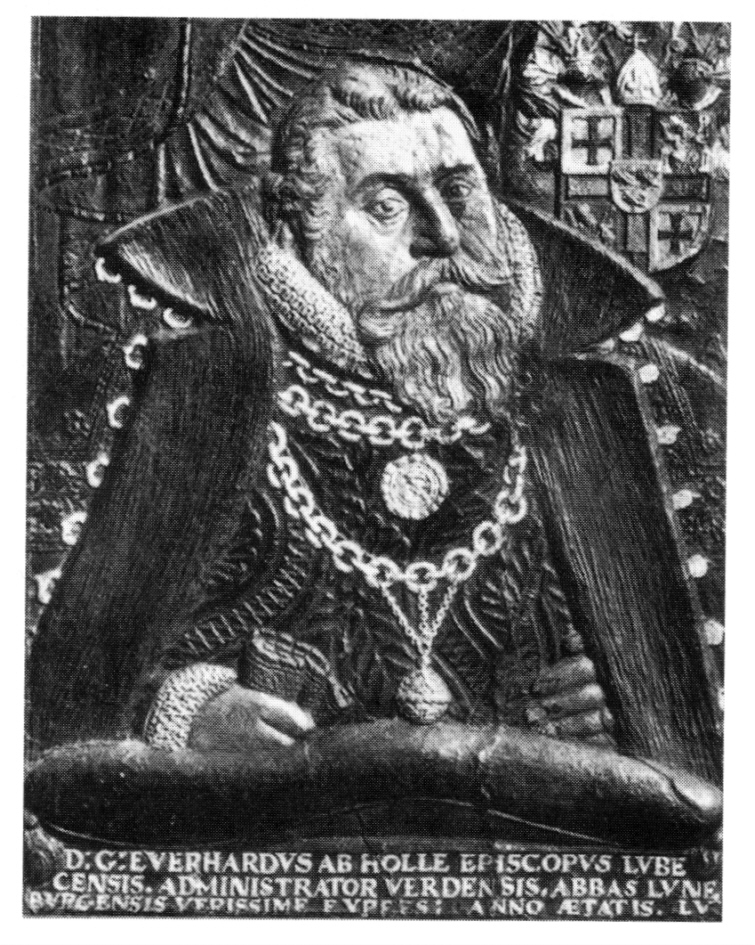
Eberhard von Holle, Pappmaché

Soest schuf dreidimensionale Porträts – besonders von Persönlichkeiten der Reformation – in Pappmaché. Grundlage hierfür waren geschnitzte Holzmodeln, die dann eine serielle Fertigung möglich machten. Ein Pappmaché-Porträt Martin Luthers wird im Dänischen Nationalmuseum in Kopenhagen gezeigt. Ein Gegenstück sowie ein Porträt Philipp Melanchthons befinden sich in der Sammlung des Staatlichen Museums Schwerin. Darüber hinaus schnitzte er auch Patrizen für Ofenkacheln (E. Ring, in Ton Steine Scherben, Lüneburg 1996, S. 71–91).